# Sasa nipponica
Sasa nipponica är en gräsart som först beskrevs av Tomitaro Makino, och fick sitt nu gällande namn av Tomitaro Makino och Keita Shibata. Sasa nipponica ingår i släktet sasabambu, och familjen gräs. Inga underarter finns listade i Catalogue of Life.